# Vilauba
Vilauba és una vil·la romana situada a Camós (Pla de l'Estany), declarada bé cultural d'interès nacional.
Es troba en una petita vall que s'estén a uns tres quilòmetres al sud del municipi i de l'estany de Banyoles.
Malgrat que la seva descoberta es remunta a l'any 1932, a causa de les obres de construcció de la carretera que encara avui porta a Pujarnol, la recerca arqueològica sistemàtica no va començar fins a l'any 1978. L'esforç realitzat al llarg de tots aquests anys de treballs continuats ha deixat a la vista més de 2000 m² de restes arqueològiques a partir de les quals podem apropar-nos al món rural de l'època romana.
El febrer de 2021 la vil·la va ser declarada Bé Cultural d'Interès Nacional, en la categoria de Zona Arqueològica.

## La vil·la: fases i periodització
La dilatada ocupació de Vilauba, que cronològicament abasta des dels segles II-I aC fins al segle vii, va comportar també una gran superposició de restes constructives que són el resultat de les successives reformes efectuades en el transcurs dels anys. El topònim Villa Alba, que fa referència a una masia propera i de la qual avui pren nom el jaciment, suggereix la seva possible continuïtat a partir de l'època medieval i és també un clar testimoni de la profunda petja romana en aquest territori.

### La vil·la altimperial (segles I-III dC)
Tot i els indicis de l'existència d'un establiment agrícola més antic, l'etapa més ben coneguda de la vil·la correspon als segles I-III. En aquest moment l'habitació s'organitzava al voltant d'un pati central delimitat per unes galeries porticades, definit al nord per un sector residencial i per estructures d'ús agrícola a la banda sud.
Del conjunt d'estances descobertes mereixen especial atenció les situades a l'ala nord, que van patir un incendi posterior però van permetre recuperar tot el parament de la casa. Així doncs s'han pogut identificar el larari o capella de la casa on es van recuperar tres estatuetes de bronze que representaven divinitats; el rebost de la vila on es van trobar més de 200 peces de terrissa i el triclinium o menjador que com a sala noble de la casa tenia les parets decorades amb pintura mural.
D'aquest període també es conserven les termes, en concret l'àrea del forns (praefurnium) i els extrems de dues sales, avui sota la carretera: una de temperatura calenta (caldarium) i una altra corresponent a un tepidarium. El final d'aquesta construcció ve marcat per un incendi que va destruir totalment l'ala nord de la casa i que va obligar els seus habitants a emprendre una reforma global.

### La vil·la baiximperial (segles IV-V dC)
Durant el segle IV la vil·la sembla que gaudeix d'una certa estabilitat i puixança, que es fa evident en unes noves instal·lacions distribuïdes igualment entorn d'un gran pati. La vil·la d'aquest període és de grans dimensions de les quals una bona part corresponen a les instal·lacions agrícoles. Destaquen les restes d'una premsa i altres estructures relacionades amb la producció de vi i oli.
A partir del segle V comencen a detectar els primers símptomes d'una regressió material, s'abandonen alguns sectors i es reutilitzen alguns espais com a zona d'enterrament.

### La fase visigoda (segles VI-VII dC)
Fins ara el que sabíem de la darrera etapa de Vilauba era que l'ocupació es limitava a unes poques edificacions relacionades amb l'explotació agrícola, el que significava una reducció important de la superfície ocupada amb relació a les etapes anteriors. Però les últimes campanyes d'excavació han posat al descobert la zona residencial d'aquest període, que sembla molt més important del que es considerava fins ara. L'abandonament final del jaciment es produeix en un moment imprecís del segle VII.

## Vilauba: jaciment visitable
La vil·la romanovisigoda de Vilauba (Camós) és un jaciment visitable, equipat amb plafons i rètols explicatius. Tot i la complexitat de les seves estructures superposades, que ens duen des de l'època iberoromana fins al final el món visigot, s'ha procurat destacar les fases principals durant la seva consolidació i restauració, per tal de fer-lo comprensible al visitant. La seva difusió també s'ha confiat a l'empresa Arqueolític.